# 後藤由松
後藤由松（ごとう よしまつ、1905年 - 没年不明）は、日本の庭師・造園家。作庭家。中央造園を興し数多くの庭園を残している。作庭の規模は広いものから住宅の坪庭まであり、数多くの作庭を手掛けてきた。

## 人物
1905年（明治38年）秋田県東成瀬村生まれ。農家8人兄弟の4男。19歳で上京し、紡糸業やコックの見習い、精糖会社などのさまざまな職を経て、22歳で東京の造園業春日造園に入る。その後、蛭田植物園にうつり、1938年（昭和13年）渡米して、ニューヨーク万国博覧会 (1939年)日本館の庭工事現地指導に携わっている。このころの習慣から後にいたるまで正装で現場監理を行い、朝はパン食としている。
1940年（昭和15年）に独立し中央造園を起こしてから、引退するまで作庭、剪定の現場に立つと自ら職人の中に入って仕事をしている。現在は引退し現場に立つことはないが、仕事は弟子たちが引き継いでいる。
56歳のときにサウジアラビア王室から日本庭園作庭の依頼をうけるが、政情の変化で中止になる。建築家吉村順三と多く協働している。

## 主な作品
- 行川アイランド施設庭園（現在は閉園、千葉県）
- 国立科学博物館附属自然教育園（東京都目黒区）
- 東山魁夷邸庭園
- 箱根仙石原・李邸庭園
- 井の頭自然文化園正門前整備（東京都武蔵野市）
- 日産厚生園（三鷹市と佐倉市）
- 正藏院（東京都大田区）の作庭
- 成城テニスクラブ（東京都世田谷区）
- 国際文化会館庭園（作庭者は小川治兵衛）の改修